# Lista ulic i placów w Valletcie

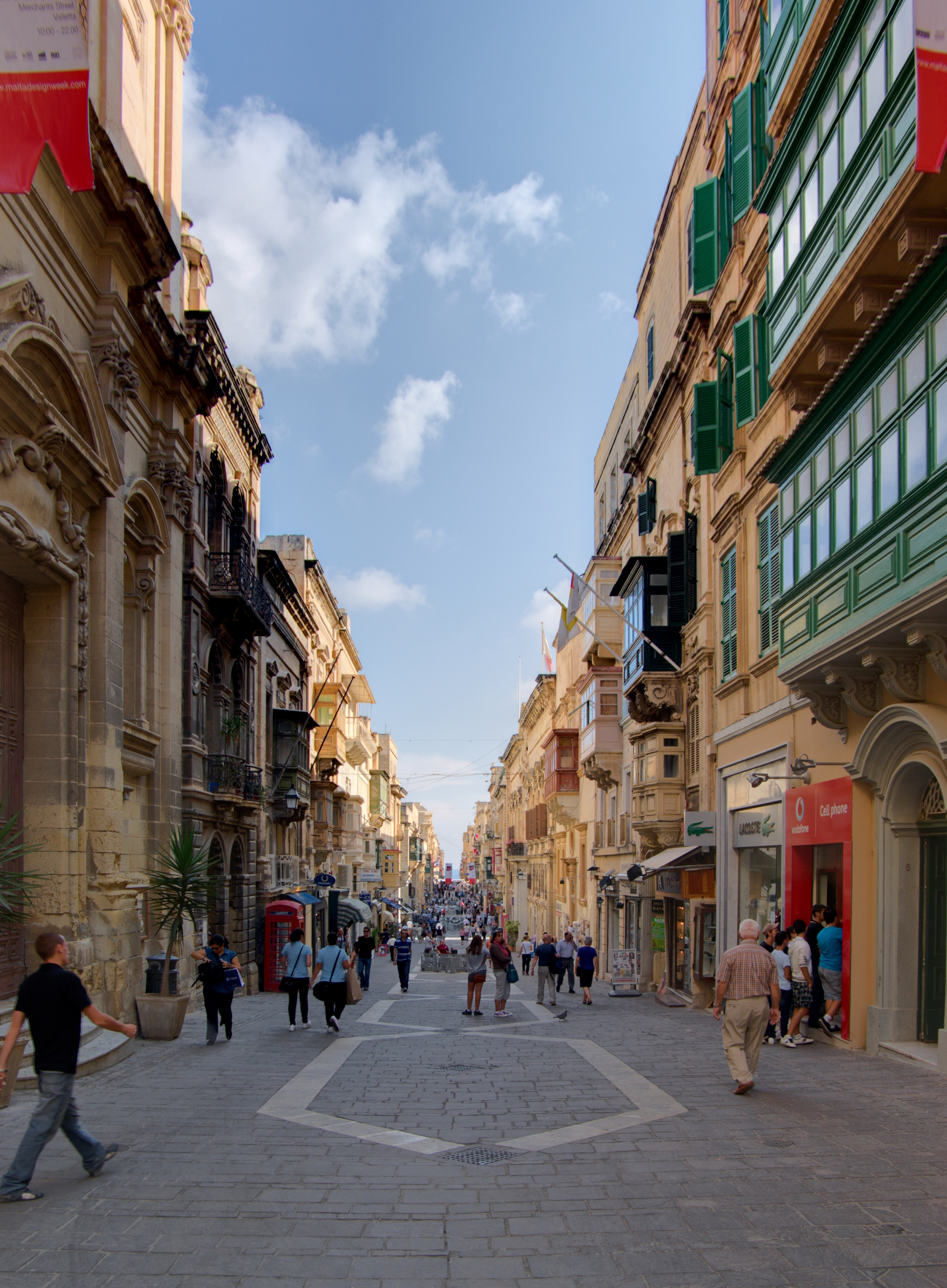
Triq il-Merkanti w Valletcie

Kursywą w nawiasach podane są maltańskie nazwy ulic i placów.

## Główne ulice
- Archbishop Street (Triq l-Arċisqof)
- Battery Street (Triq il-Batterija)
- Bishop Lane (Sqaq l-Isqof)
- Carmelo Street (Triq Tal-Karmnu)
- Carts Street (Triq il-Karrijiet)
- Castile Place (Pjazza Kastilja)
- St Elmo Place (Misraħ Sant'Iermu)
- Old Bakery Street (Triq l-Ifran)
- St. Biagio Street (Triq San Bjaġju)
- Boat Street (Triq il-Lanċa)
- Bounty Street (Triq l-Għajnuna)
- Bull Street (Triq il-Gendus)
- Eagle Street (Triq l-Ajkla)
- East Street (Triq il-Lvant)
- Engineers Lane (Sqaq l-Inġinieri)
- Felix Street (Triq Feliċ)
- Fountain Street (Triq l-Għajn)
- G. Cassar Road (Triq Ġirolomu Cassar)
- West Street (Triq il-Punent)
- Knight Street (Triq il-Kavallier)
- M.A. Vassalli Street (Triq Mikiel Anton Vassalli)
- Mediterranean Street (Triq il-Mediterran)
- New Street (Triq il-Ġdida)
- Republic Street (Triq ir-Repubblika)
- Old Hospital Street (Triq l-Isptar)
- Old Mint Street (Triq Żekka)
- Old Treasury Street (Triq it-Teżorerija)
- Old Theater Lane (Sqaq tat-Teatru l-Antik)
- Old Theater Street (Triq it-Teatru l-Antik)
- Ordinance Street (Triq l-Ordinanza)
- Great Siege Road (Triq l-Assedju l-Kbir)
- King's Garden Street (Daħlet Ġnien is-Sultan)
- Lascaris Wharf (Xatt Lascaris)
- Liesse Hill (Telgħet Liesse)
- Lower Barrakka Lane (Sqaq il-Barrakka t'Isfel)
- Marsamxett Street (Triq Marsamxett)
- Melita Street ('Triq Melita)
- Merchants Street (Triq il-Merkanti)
- Mill Street (Triq il-Mitħna)
- Nelson Avenue (Vjal Nelson)
- Nix Mangiari Steps (Taraġ Nix Mangiari)
- North Street (Triq it-Tramuntana)
- Pope Pius V Street (Triq il-Papa Piju V)
- Quarry Wharf (Xatt il-Barriera)
- South Street (Triq Nofsinhar)
- Spur Street (Triq l-Ixpruna)
- Steps Street (Triq it-Turġien)
- Strait Street (Triq id-Dejqa)
- St Andrew's Street (Triq Sant'Andrija)
- St Anne's Street (Triq Sant' Anna)
- St Anthony's Street (Triq Sant'Antnin)
- St Barbara's Bastion (Is-Sur ta' Santa Barbara)
- St Charles Street (Triq San Karlu)
- St Christopher Street (Triq San Kristofru)
- St Dominic's Street (Triq San Duminku)
- St Fredrick's Street (Triq San Federiku)
- St George's Street (Triq San Ġorġ)
- St John's Street (Triq San Ġwann)
- St John's Cavalier Street (Triq il-Kavallier ta' San Ġwann)
- St Joseph Street (Triq San Ġużepp)
- St Lucy Street (Triq Santa Luċija)
- St Mark Street (Triq San Mark)
- St Michael's Street (Triq San Mikiel)
- St Nicholas Street (Triq San Nikola)
- St Paul Street (Triq San Pawl)
- St Patrick's Street (Triq San Patrizju)
- St Sebastian Street (Triq San Bastjan)
- St Ursula Street (Triq Sant' Orsola)
- Toni Bajada Lane (Sqaq Toni Bajada)

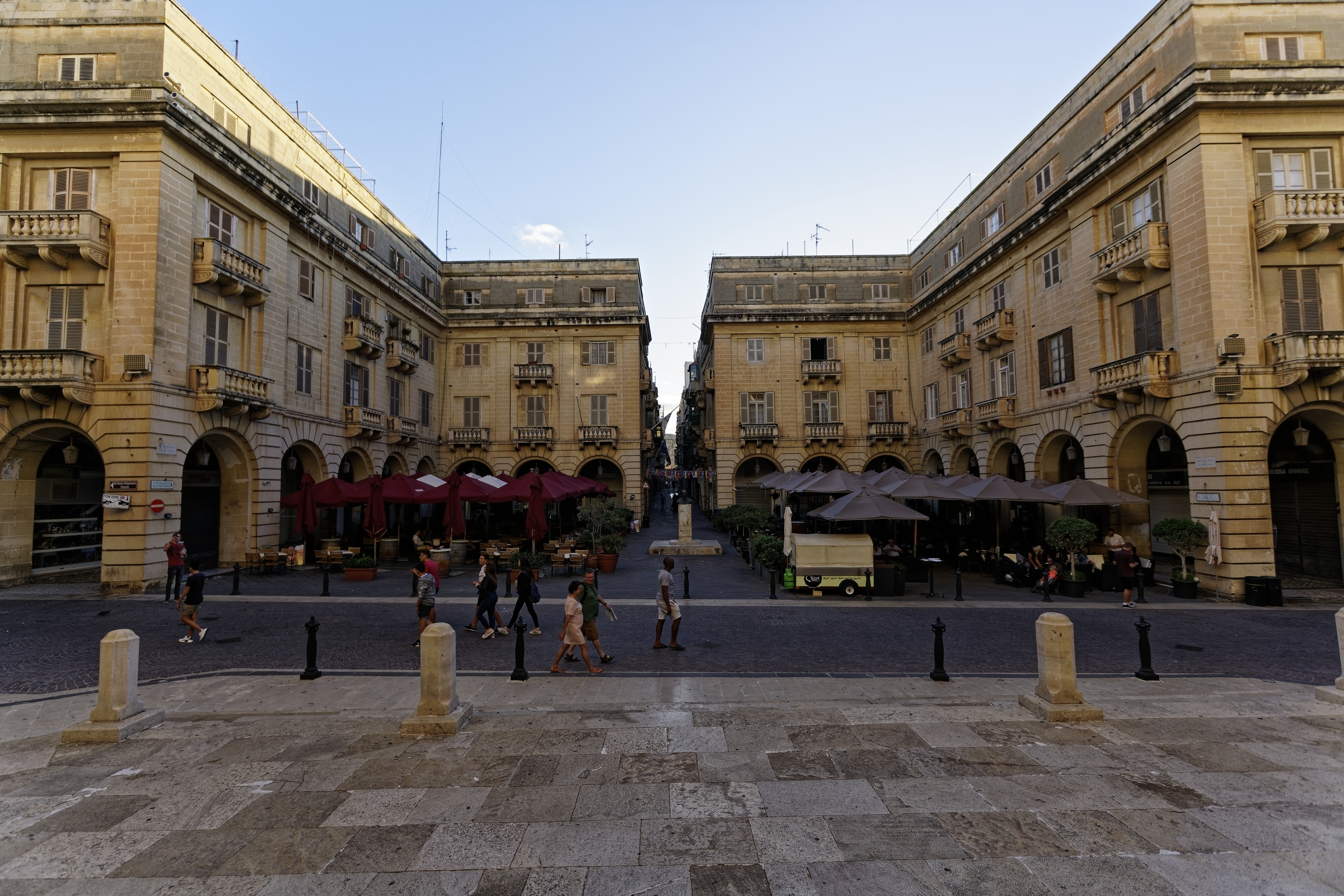
Misraħ San Ġwann w Valletcie

- Victory Street (Triq il-Vitorja)
- Wells Street (Triq l-Ibjar)
- Zachary Street (Triq Żakkarija)

## Place
- St Elmo's Square (Misraħ Sant' Iermu)
- St John's Square ({Misraħ San Ġwann)
- St George's Square (Misraħ San Ġorġ), znany też jako Palace Square (Misraħ il-Palazz)
- Republic Square (Misraħ ir-Repubblika), znany też jako Queen's Square  (Pjazza Reġina)
- Great Siege Square (Misraħ l-Assedju l-Kbir)
- Jean De Valette Square (Misraħ De Valette)
- Castille Square (Misraħ Kastilja)
- Independence Square (Misraħ Indipendenza)
- Mattia Preti Square (Misraħ Mattia Preti)

## Historyczne nazwy niektórych ulic i placów
| Oryginalna                   | Nieformalna                          | Frencuska                   | Brytyjska           | Pobrytyjska do 1926 | Maltańska                          |
| ---------------------------- | ------------------------------------ | --------------------------- | ------------------- | ------------------- | ---------------------------------- |
| Porta di San Giorgio         |                                      | Porte Nationale             | Porta Reale         | Kingsgate           | Putirjal/Bieb il-Belt              |
| Piazza San Giorgio           | Piazza dei Cavallieri                | Place de la Liberté         |                     | Palace Square       | Pjazza San Ġorġ                    |
| Piazza dei Cavallieri        | Piazza della Città                   | Place de l’Egalité          | Piazza Regina       | Victoria Square     | Pjazza Repubblika                  |
| Strada San Giorgio           | Strada delle Corse                   | Rue Nationale               | Strada Reale        | Kingsway            | Triq ir-Repubblika                 |
| Strada San Giacomo           | Strada di Castiglia                  | Rue de Marchands            | Strada Mercanti     | Merchants Street    | Triq il-Merkanti                   |
| Strada San Luigi             | Strada Sant’Aloisio                  | Rue de la Constitution      | Strada Levante      | East Street         | Triq il-Lvant                      |
| Strada San Paolo             | -                                    | Rue de la Constitution      | Strada San Paolo    | St Paul Street      | Triq San Pawl                      |
| Strada San Pietro            | Strada della Chiesa di San Rocco     | Rue de la Barraque          | Strada St Ursula    | St Ursula Street    | Triq Sant’Ursula                   |
| Strada San Giovanni Battista | -                                    | Rue des Fours               | Strada Forni        | Old Bakery Street   | Triq l-Ifran                       |
| Strada San Sebastiano        | Strada Toro                          | Rue de la Monnaie           | Strada Zecca        | Old Mint Street     | Triq Żekka                         |
| Strada Stretta               | Strada Vanella                       | Rue Etroite                 | Strada Stretta      | Strait Street       | Triq id-Dejqa                      |
| Strada Pia                   | Strada del Gran Falconiere           | Rue de la Félicité Publique | Strada Britannica   | Britannia Street    | Triq Melita                        |
| Strada di Monte              | Strada dei Carcerati                 | Rue de Peuple               | Strada San Giovanni | St John Street      | Triq San Ġwann / In-Niżla tal-Ganċ |
| Strada del Popolo            | Strada di Aragona / Strada dei Greci | Rue des Libérateurs         | Strada Vescovo      | Archbishop Street   | Triq l-Arċisqof                    |